# Saison 1950-1951 de la LNH
Saison précédente Saison suivante
La saison 1950-1951 est la 34e saison de la Ligue nationale de hockey. Six équipes ont joué chacune 70 matchs.

## Saison régulière
Le plus gros échange de l'histoire de la ligue a lieu cette saison avec neuf joueurs impliqués dans un échange entre Chicago et Détroit.
Joe Primeau est nommé entraîneur des Maple Leafs de Toronto avec comme assistant Hap Day. Toronto survole le début de la compétition avec onze matchs à la suite sans défaite. Al Rollins termine la saison dans les buts avec une moyenne de buts encaissés de 1,75 en 40 matchs et remporte le trophée Vézina.
Les résultats des Rangers de New York n'étant pas au rendez-vous, la franchise engage un hypnotiseur afin de procéder à des séances de relaxation. Malheureusement, selon le docteur, Chuck Rayner, le gardien de buts des Rangers est trop stressé et cela ne sert à rien.
Deux nouveaux joueurs font leurs débuts dans la ligue avec les Canadiens de Montréal : Jean Béliveau et Bernard Geoffrion. Au cours du premier match, ce dernier marque un but et permit à son équipe de faire match nul devant 14 158 supporters.
Chicago est troisième de la ligue quand la malchance frappe l'équipe : le capitaine, Jack Stewart, doit se faire soigner au dos en raison d'une hernie discale. Sa saison est terminée et sa carrière remise en question. Chicago perd alors quasiment tous les matchs dans la seconde partie (2 victoires seulement) et finit dernier.
Maurice Richard vit un mois de mars agité. Au cours d'une rencontre, il reçoit une mise en échec qui le coupe entre les yeux. L'arbitre de la partie, Hugh McLean, ne disant rien, Richard continue de discuter tant et si bien que l'arbitre lui donne une pénalité pour comportement anti-sportif. Richard bouillonnant se dirige alors vers le banc de la prison où un joueur de Détroit l'attend. Ce dernier commence à se moquer de lui et Richard répond par un coup de poing. L'arbitre de ligne, Jim Primeau, essayant de s'interposer reçoit un coup de Richard qui reçoit alors une pénalité de match.
Le lendemain, les Canadiens prennent le train pour aller jouer à New York et Richard croise alors dans le hall d'un hôtel les deux arbitres de la veille. Richard attrape McLean par la cravate avant que Primeau n'intervienne et que les trois protagonistes soient séparés. En réaction, le président de la ligue, Clarence Campbell condamne Richard a payer une amende de 500 dollars pour le tort fait au hockey.
Les Red Wings de Détroit vivent une seconde partie de championnat exceptionnelle et dépassent la barre des 100 points. C'est la première équipe à réaliser cette performance. Terry Sawchuk qui joue sa première saison remporte le trophée Calder et devient le premier gardien de but à gagner 44 matchs dans la saison.

### Classement final
Les quatre premières équipes sont qualifiées pour les séries éliminatoires.
| Clt   | Équipe                 | PJ | V  | D  | N  | BP  | BC  | Pts |
| ----- | ---------------------- | -- | -- | -- | -- | --- | --- | --- |
| +001, | Red Wings de Détroit   | 70 | 44 | 13 | 13 | 236 | 139 | 101 |
| +002, | Maple Leafs de Toronto | 70 | 41 | 16 | 13 | 212 | 138 | 95  |
| +003, | Canadiens de Montréal  | 70 | 25 | 30 | 15 | 173 | 184 | 65  |
| +004, | Bruins de Boston       | 70 | 22 | 30 | 18 | 178 | 197 | 62  |
| +005, | Rangers de New York    | 70 | 20 | 29 | 21 | 169 | 201 | 61  |
| +006, | Black Hawks de Chicago | 70 | 13 | 47 | 10 | 171 | 280 | 36  |

- Vainqueur du trophée Prince de Galles
- Qualifié pour les séries éliminatoires

### Meilleurs pointeurs
| Joueur          | Équipe   | PJ | B  | A  | Pts |
| --------------- | -------- | -- | -- | -- | --- |
| Gordie Howe     | Détroit  | 70 | 43 | 43 | 86  |
| Maurice Richard | Montréal | 65 | 42 | 24 | 66  |
| Max Bentley     | Toronto  | 67 | 21 | 41 | 62  |
| Sid Abel        | Détroit  | 69 | 23 | 38 | 61  |
| Milt Schmidt    | Boston   | 62 | 22 | 39 | 61  |
| Ted Kennedy     | Toronto  | 63 | 18 | 43 | 61  |
| Ted Lindsay     | Détroit  | 67 | 24 | 35 | 59  |

### Meilleurs gardiens
| Joueur        | Équipe  | PJ | Min  | BC  | Bl | Moy  |
| ------------- | ------- | -- | ---- | --- | -- | ---- |
| Al Rollins    | Toronto | 40 | 2373 | 70  | 5  | 1,77 |
| Terry Sawchuk | Détroit | 70 | 4200 | 139 | 11 | 1,99 |

## Séries éliminatoires  de la Coupe Stanley

### Arbre des séries
|  | Demi-finales                      | Demi-finales                      |         |   | Finale                     | Finale                     |
|  | Demi-finales                      | Demi-finales                      |         |   | Finale                     | Finale                     |
|  |                                   |                                   |         |   |                            |                            |
|  | 28, 31 mars, 1er, 3, 7 et 8 avril | 28, 31 mars, 1er, 3, 7 et 8 avril |         |   | 11, 14, 17, 19 et 21 avril | 11, 14, 17, 19 et 21 avril |
|  | 28, 31 mars, 1er, 3, 7 et 8 avril | 28, 31 mars, 1er, 3, 7 et 8 avril |         |   | 11, 14, 17, 19 et 21 avril | 11, 14, 17, 19 et 21 avril |
|  | Boston                            | 1                                 |         |   | 11, 14, 17, 19 et 21 avril | 11, 14, 17, 19 et 21 avril |
|  | Boston                            | 1                                 |         |   | 11, 14, 17, 19 et 21 avril | 11, 14, 17, 19 et 21 avril |
|  | Toronto                           | 4                                 |         |   | 11, 14, 17, 19 et 21 avril | 11, 14, 17, 19 et 21 avril |
|  | Toronto                           | 4                                 | Toronto | 4 |                            |                            |
|  | 27, 29, 31 mars, 3, 5 et 7 avril  |                                   | Toronto | 4 |                            |                            |
|  |                                   | Montréal                          | 3       |   |                            |                            |
|  | Montréal                          | Montréal                          | 3       | 4 |                            |                            |
|  | Montréal                          |                                   |         | 4 |                            |                            |
|  | Détroit                           | 2                                 |         |   |                            |                            |
|  | Détroit                           | 2                                 |         |   |                            |                            |

### Finale de la Coupe Stanley
- 11 avril : Montréal 2-3 Toronto (prolongation)
- 14 avril : Montréal 3-2 Toronto (prolongation)
- 17 avril : Toronto 2-1 Montréal (prolongation)
- 19 avril : Toronto 3-2 Montréal (prolongation)
- 21 avril : Montréal 2-3 Toronto (prolongation)

Avec tous les matchs se terminant par des prolongations, la finale de 1951 est unique dans l'histoire de la ligue. Bill Barilko inscrit le but du sacre pour Toronto au bout de 2 min 53 s en prolongation du cinquième match ; Toronto gagne la série et la Coupe Stanley 4 matchs à 1.

## Honneurs remis aux joueurs et équipes

### Trophées
| Trophée           | Joueur        | Équipe                 |
| ----------------- | ------------- | ---------------------- |
| Trophée Calder    | Terry Sawchuk | Red Wings de Détroit   |
| Trophée Art-Ross  | Gordie Howe   | Red Wings de Détroit   |
| Trophée Hart      | Milt Schmidt  | Bruins de Boston       |
| Trophée Lady Byng | Red Kelly     | Red Wings de Détroit   |
| Trophée Vézina    | Al Rollins    | Maple Leafs de Toronto |

| Trophée                  | Équipe                 |
| ------------------------ | ---------------------- |
| Trophée Prince de Galles | Red Wings de Détroit   |
| Coupe Stanley            | Maple Leafs de Toronto |

### Équipes d'étoiles
| Position       | Première équipe  | Première équipe      | Deuxième équipe              | Deuxième équipe                             |
| Position       | Joueur           | Équipe               | Joueur                       | Équipe                                      |
| -------------- | ---------------- | -------------------- | ---------------------------- | ------------------------------------------- |
| Gardien de but | Terry Sawchuk    | Red Wings de Détroit | Chuck Rayner                 | Rangers de New York                         |
| Défenseur      | Red Kelly        | Red Wings de Détroit | Leo Reise                    | Red Wings de Détroit                        |
| Défenseur      | Bill Quackenbush | Bruins de Boston     | Jimmy Thomson                | Maple Leafs de Toronto                      |
| Ailier gauche  | Ted Lindsay      | Red Wings de Détroit | Sid Smith                    | Maple Leafs de Toronto                      |
| Centre         | Milt Schmidt     | Bruins de Boston     | Sid Abel ex æquo Ted Kennedy | Red Wings de Détroit Maple Leafs de Toronto |
| Ailier droit   | Gordie Howe      | Red Wings de Détroit | Maurice Richard              | Canadiens de Montréal                       |